# Referéndum de independencia de Letonia de 1991
El referéndum de independencia de Letonia de 1991 fue un referéndum que se llevó a cabo en la República Socialista Soviética de Letonia el 3 de marzo de 1991, junto con un referéndum similar en Estonia el mismo día. Conocido como la Consulta popular sobre la independencia de la República de Letonia, los votantes contestaron la pregunta ¿Está usted a favor de una democrática e independiente República de Letonia? Fue aprobado por el 74.9% de votos, con una participación del 87.6%. Los civiles letones registrados en las unidades del Ejército Soviético también ejercieron su derecho a votar.
La independencia de Letonia fue finalmente restituida el 21 de agosto del mismo año.

## Resultados
| Alternativa                           | Votos     | %    |
| ------------------------------------- | --------- | ---- |
| A favor                               | 1,227,562 | 74.9 |
| En contra                             | 411,374   | 25.1 |
| Votos inválidos/en blanco             | 27,192    | –    |
| Total                                 | 1,666,128 | 100  |
| Participación de votantes registrados | 1,902,802 | 87.6 |
| Fuente:                               |           |      |

## Comparación con otros referéndums en otros estados bálticos
Referéndums de independencia similares tuvieron lugar en Estonia el 3 de marzo de 1991 y el 9 de febrero del mismo año en Lituania. 
|                                       | Letonia | Estonia | Lituania |
| ------------------------------------- | ------- | ------- | -------- |
| Participación de votantes registrados | 87.6    | 82.9    | 84.7     |
| A favor (%)                           | 74.9    | 78.4    | 93.2     |
| En contra (%)                         | 25.1    | 21.6    | 6.8      |
| Minorías nacionales en 1991 (%)       | 48      | 40      | 20       |